# 田中優子
田中 優子（たなか ゆうこ、1952年（昭和27年）1月30日 - ）は、日本の江戸文学・江戸文化・比較文化研究者、エッセイスト、法政大学社会学部学部長、同大学第19代総長を経て、同大学名誉教授、同大学江戸東京研究センター特任教授。

## 経歴
相鉄本線西横浜駅に近い商店街で生まれ育つ。父は東京出身の空調技師で、母は横浜生まれ。兄と同じく横浜市立本町小学校に越境入学し、バスで通学。読書好きで志賀直哉を愛読していた。清泉女学院中学校・高等学校に入学後、バスケットボール部に入り、読書のジャンルを天文学やSFにも広げ、高校では構内雑誌の編集を始め、カメラにのめり込み、写真部を創設した。東京大学に入って全共闘に参加していた兄の影響を受け、文化祭の発表では『共産党宣言』を取り上げた。だが、おおらかな雰囲気の清泉女学院では、教師は叱るわけではなく、「困ったわねぇ」と言うだけだった。

### 大学入学と学生運動への参加
清泉女学院高校時代の国語教師の助言で興味を持った法政大学文学部日本文学科に合格し、1970年（昭和45年）入学。語学を学ぶために語学専門学校アテネ・フランセと日仏学院にも通った。入学当時は全国的にも学生運動家らによる内ゲバ事件が多発していたことで、学生運動自体が下火になっていた時期であったものの、高校時代から関心があった全共闘に参加したことについて、迷いは無かったと語っている。田中は成田空港反対運動のあった三里塚にも行って、三里塚闘争にも参加した。日本共産党組織民青やセクトを、誰が聞いても同じ意見を述べる教条的で「自分の善良さをアピール」しているように見えたと批判する一方で、ノンセクト（党派に属さない新左翼）は、個々人が自分の言葉を持っていたと評価している。
小田切秀雄ゼミで石川淳を読み始め、その小説や評論により、江戸文学にある「やつし」「見立て」を通して江戸文化を学習した。大学院に進み廣末保の元で学び、江戸文学、特に上田秋成について研究。博士課程在学中に大学院の先輩と結婚し、休学して夫の留学先であるニューヨークで生活する。帰国後に専任講師となって多忙となり、3年後に離婚。

### 離婚以後
1980年（昭和55年）に法政大学大学院人文科学研究科博士課程を単位取得満期退学し、法政大学第一教養部専任講師となる。 1983年（昭和58年）に法政大学第一教養部助教授へと昇進し、『平凡パンチ』『流行通信』でエッセイの連載を始める。筑摩書房の編集者に江戸文化の本の執筆を勧められ、平賀源内と上田秋成を中心に、『江戸の想像力』を執筆。その後、1986年（昭和61年） 北京大学交換研究員として中華人民共和国へ赴任し、中国文学を学ぶとともに、中国各地を旅行して回る。『江戸の想像力』により、芸術選奨文部大臣新人賞受賞。
1991年（平成3年）に法政大学第一教養部教授に昇進。 1993年にオックスフォード大学在外研究員として1年間赴任、主に16-19世紀の織物の生産と流通を研究し、これはガンジーがインド独立運動においてインド国内の木綿生産復活を呼びかけたことに触発されていた。その後も日本各地の布の研究を続け、自身も母や祖母の着物に始まって和服を着るようになり、江戸文化の講演などでも着用した。イギリスでは大英博物館の春画のワークショップにも参加して関心を持ち、1995年にはアメリカの春画学会で「エロティックな布」と題した発表を行った。2001年、49歳の時に悪性リンパ腫の疑いで入院、半年休学するが、アレルギー疾患とわかり復帰。

### 復帰後
教養部改組に伴い、2003年（平成15年）から同大学社会学部へ移籍。2009年から『週刊金曜日』の編集委員となる。2012年（平成24年）同学部長に就任。2014年（平成26年） 同大学総長（東京六大学では初の女性総長）となる。2021年（令和3年） 退任し、同大の名誉教授となる。

## 主張
- 選択的夫婦別姓制度に賛成。「選択的夫婦別姓案への反対意見には、『誰もが選べる、自分も選べる』という視点が抜け落ちている」「もし選択することじたいが困難で『決断』ができず、めんどうだから何でも政府が型を決めてくれた方が良いと思う人が大半なのであれば、日本に未来はない」と述べる[3]。また、「日本人の夫婦が同姓になったのは1898（明治31）年。それまでは夫婦別姓だったので、この時も日本の伝統に合わない、と反対があった。このように『伝統に合わない』という言葉は『私の意見と違う』という意味に使われる」とも述べている[4]。

- 全く歴史的根拠の無い「伝統の創造」にあたるとの批判のある江戸しぐさ[5][6]について、過去に江戸しぐさを肯定する内容の講演を行ったことがある[7]が、2015年（平成27年）6月25日放送のTBSテレビ『NEWS23』において、江戸しぐさを「空想である」と否定した[8]。
- 『江戸の想像力』では、それまで主に「暗く陰惨な時代」とされていた江戸時代をもっと明るい時代と考える「江戸ブーム」の一翼を担ったが、本人は、「明るい」という言葉を使ったことはない、と言っている[9]。
- 『近世アジア漂流』は、江戸時代の日本から当時のアジアがどう見えていたか、アジアから江戸がどう見えていたかを通し、国際都市としての江戸を描き出そうとしており、五木寛之は、「江戸というものを遠近法で見ようとせずに、遠近法を無視した形で、江戸を同時代としてとらえている」「コロンブスの卵」と称した[10]。
- 『江戸百夢』については、丸谷才一が「世界の中の江戸文化といふ関心は全巻にみなぎつてゐる」（「国際的把握」）「本居宣長とはまた違ふ角度からの日中文化比較論で、やまとごころを宣揚してゐる」「特筆に値するのは文章がいいこと」（例えば、事物の「列挙」）と評した[11]。
- 江戸時代の社会・文化などの紹介を行っている。ただし、田中優子自身は、江戸時代の文学や文化を専門とする研究者が集う日本近世文学会（日本学術会議協力学術研究団体）において、口頭での発表や査読論文が掲載された経験を持たない[12][13]。師の廣末保が日本文学協会で活動していたために、そちらで発表、掲載をしていたからであった。日本文学協会が文学研究に時代区分を持ち込んでいなかったことが理由である。[要出典]

## 学外活動・政治運動
TBSテレビ『サンデーモーニング』も不定期のコメンテーターとして出演していたが、一時期、2014-21年の総長在任期間は出演を控えていた。大学外でも活動を行っており、放送文化基金評議員（すでに退任）、サントリー美術館企画委員、サントリー芸術財団理事、大佛次郎賞選考委員、開高健ノンフィクション賞審査委員（2022年まで）、サントリー地域文化賞選考委員（2022年まで）、のりこえねっと（ヘイトスピーチとレイシズムを乗り越える国際ネットワーク）共同代表、先住民族アイヌの権利回復を求める署名呼びかけ人、「平和を求め軍拡を許さない女たちの会」共同代表なども務めている。
2024年10月13日、八王子市内で開かれた第50回衆院選の公示前の市民団体主催の集会で、同年9月の自民党総裁選で高市早苗が決選投票に残ったことについて「安倍（晋三）さんが女装して現れた」「日本の歴史に残る最初の女性の首相がこの人だったら、ちょっと恥ずかしいでしょ」などと発言した。
戦争をさせない1000人委員会
2013年12月6日、第二次安倍政権は特定秘密保護法を強行採決・成立させ、その後、解釈憲法による集団的自衛権の行使容認に踏み込もうとしていた。憲法9条の空文化の動きを阻止するべく、大江健三郎や田中ら16人の発起人は2014年2月、「戦争をさせない1000人委員会」を立ち上げるとの声明を発表した。声明発表時の発起人のメンバーは雨宮処凜、内橋克人、大江健三郎、大田昌秀、奥平康弘、小山内美江子、落合恵子、鎌田慧、香山リカ、倉本聰、佐高信、瀬戸内寂聴、高橋哲哉、高良鉄美、田中優子、山口二郎（五十音順）。「戦争をさせない1000人委員会」は同年3月4日、108人の呼びかけによって結成された。
五輪開催の反対署名活動
2021年7月2日、飯村豊と上野千鶴子が中心となって、オンライン署名サイト「Change.org」にて、東京オリンピック・パラリンピック反対を求める請願が投稿された。田中は請願の呼びかけ人の1人となった。同年7月19日、五輪中止を求める要望書と13万9576人分の署名が東京都や大会組織委員会に提出された。
安倍晋三の国葬中止を求める活動
2022年7月22日、政府は、安倍晋三の国葬を9月27日に行うことを閣議決定した。8月8日発表のNHKの世論調査で、国葬を行うことを「評価しない」が50％、8月11日発表の時事通信社の世論調査でも「反対」が47.3％と、反対が多数を占めたが、政府が再考する気配はなかった。8月23日、「Change.org」で田中らは中止を求める請願を投稿した。

## 批判
2024年10月に衆院選公示前に東京都八王子市で開かれた野党系の市民集会に、菱山南帆子らとともに参加したが、そこで高市早苗について「安倍さんが女装して現れた。安倍さんそのものですよ、言ってることが。女性がどういう歴史を歩んできて、どんな目に遭って今まで生きてきて、政治がそれに対して何をしないといけないのか、一度も考えたことないのだと思う」「だから、中は男でしょ。安倍さんでしょ」と揶揄するような発言を行い、会場は爆笑となった動画がＸ（旧ツイッター）で拡散され、炎上、これに弁護士の菅野志桜里もXで反応し、「女性政治家に『私が求める女性リーダー像』を勝手に押し付け、そこにはまらない女性に『女装した男』とレッテル貼りしても、社会は１ミリもよくならない」「自分の希望に沿わない女性政治家を『中身は男』と非難するのは、性差別です。しかも属性で人を貶めて笑いをとるのは、いじめの構造と同じです。フェミニストあるあるですけど、これを機にやめましょう」と田中を批判。

## 年表
- 1952年（昭和27年） - 神奈川県横浜市に生まれる。
- 1970年（昭和45年） - 清泉女学院中学校・高等学校卒業。
- 1974年（昭和49年） - 法政大学文学部日本文学科卒業。卒業論文は「石川淳と精神の運動」[32]。
- 1977年（昭和52年） - 法政大学大学院人文科学研究科修士課程修了。
- 1980年（昭和55年） - 法政大学大学院人文科学研究科博士課程単位取得満期退学。廣末保に師事した。法政大学第一教養部専任講師。
- 1983年（昭和58年） - 法政大学第一教養部助教授。
- 1986年（昭和61年） - 北京大学交換研究員。『江戸の想像力』で芸術選奨文部大臣新人賞受賞。
- 1991年（平成3年） - 法政大学第一教養部教授。
- 1993年（平成5年） - オックスフォード大学在外研究員。
- 2000年（平成12年） - 『江戸百夢』でサントリー学芸賞、芸術選奨文部科学大臣賞受賞。
- 2003年（平成15年） - 法政大学社会学部教授。
- 2005年（平成17年） - 紫綬褒章受章[33]。
- 2007年（平成19年） - 法政大学国際日本学インスティテュート教授を兼任。
- 2009年（平成21年） - 前年に死去した筑紫哲也の後任として『週刊金曜日』編集委員に就任。
- 2012年（平成24年） - 法政大学社会学部長に就任。
- 2014年（平成26年） - 法政大学総長就任（東京六大学では初の女性総長）[34]。
- 2021年（令和3年） - 法政大学総長退任[35][36]、名誉教授となる。江戸東京研究センター特任教授就任。

## 著書

### 単著
- 『江戸の想像力』（1986年、筑摩書房→ちくま学芸文庫）芸術選奨文部大臣新人賞
- 『江戸の音』（1988年、河出書房新社→河出文庫）
- 『近世アジア漂流』（1990年、朝日新聞社→朝日文芸文庫）
- 『連・対話集』（1991年、河出書房新社）
- 『江戸はネットワーク』（1993年、平凡社→平凡社ライブラリー）
- 『江戸百夢 - 近世図像学の楽しみ』（2000年、朝日新聞社→ちくま文庫）

（『朝日ジャーナル』連載「EARLY MODERNの図像学」改題）芸術選奨文部科学大臣賞、サントリー学芸賞
- 『江戸の恋』（2002年、集英社新書）
- 『樋口一葉「いやだ！」と云ふ』（2004年、集英社新書）
- 『江戸を歩く』（2005年、集英社新書）
- 『きもの草子』（2005年、淡交社→ちくま文庫）
- 『カムイ伝講義』（2008年、小学館）一部は内原英聡が執筆[37]→ちくま文庫
- 『未来のための江戸学』（2009年、小学館101新書）
- 『春画のからくり』（2009年、ちくま文庫）
- 『江戸っ子はなぜ宵越しの銭を持たないのか？　落語でひもとくニッポンのしきたり』（2010年、小学館101新書）
- 『布のちから 江戸から現代へ』（2010年、朝日新聞出版）
- 『世渡り　万の智慧袋』（2012年、集英社→集英社文庫）
- 『グローバリゼーションの中の江戸』（2012年、岩波ジュニア新書）
- 『鄙への想い　日本の原風景、そのなりたちと行く末』（2014年、清流出版） ISBN 4860294149
- 『自由という広場: 法政大学に集った人々』（2016年、法政大学出版局）
- 『芸者と遊び 日本的サロン文化の盛衰』（2016年、角川ソフィア文庫）
- 『江戸から見ると』1・2（2020年、青土社）
- 『苦海・浄土・日本　石牟礼道子　もだえ神の精神』（2020年、集英社新書）
- 『遊廓と日本人』（2021年、講談社現代新書）
- 『女だろ! 江戸から見ると』（2023年、青土社）
- 『言葉は選ぶためにある 江戸から見ると』（2024年、青土社）
- 『蔦屋重三郎　江戸を編集した男』（2024年10月、文春新書）

### 共著
- 『大江戸ボランティア事情』（1996年、講談社→講談社文庫）共著：石川英輔
- 『大江戸生活体験事情』（1999年、講談社→講談社文庫）共著：石川英輔
- 『浮世絵春画を読む』下（2000年、中公叢書） 共著：白倉敬彦ほか→中公文庫
- 『江戸への新視点』（2006年、新書館）共編：高階秀爾
- 『拝啓藤沢周平様』（2008年、イースト・プレス）対談：佐高信
- 『池波正太郎「自前」の思想』（2012年、集英社新書）対談：佐高信
- 『降りる思想』（2012年、大月書店）対談：辻信一
- 『日本問答』（2017年、岩波新書）対談：松岡正剛
- 『江戸とアバター：私たちの内なるダイバーシティ』（2020年、朝日新書）共著：池上英子
- 『江戸問答』（2021年、岩波新書）対談：松岡正剛
- 『最後の文人 石川淳の世界』（2021年、集英社新書）共著：鈴木貞美・小林ふみ子・帆苅基生・山口俊生
- 『水都としての東京とヴェネツィア』（2022年、法政大学出版局）共著：陣内秀信、小林ふみ子、ローザ・カーロリほか
- 『昭和問答』（2024年10月、岩波新書）対談：松岡正剛

### 翻訳
- アンソニー・リード『大航海時代の東南アジア I・II』（1997－2002年、法政大学出版局）、平野秀秋共訳
- タイモン・スクリーチ『大江戸視覚革命』（1997年、作品社）、高山宏共訳

### 編集・監修
- 『日本の名随筆 別巻 94 江戸』（1998年、作品社）- 編集
- 『メディア・コミュニケーション』（2005年、法政大学出版局） 共編：石坂悦男
- 『江戸の懐古』（2006年、講談社学術文庫）- 監修
- 『残したい日本の美201』（2006年、長崎出版）- 監修
- 『手仕事の現在』（2007年、法政大学出版局）- 編著
- 『日本人は日本をどうみてきたか: 江戸から見る自意識の変遷』（2015年、笠間書院） - 編著
- 『落語がつくる〈江戸東京〉』（2023年、岩波書店）- 編著

## 出演
- テレビ番組
  - サンデーモーニング（TBSテレビ、不定期）
- ウェブ番組
  - デモクラシータイムス（YouTube、不定期）
  - ポリタスTV（YouTube、2021年7月13日）
  - エアレボリューション（ニコニコ生放送、2023年5月26日）
- ラジオ
  - ラジオ深夜便・ミッドナイトトーク（NHKラジオ第1放送、2013年5月8日 - ）奇数月第1水曜日担当
- CM
  - 資生堂『Actea Heart』